# Абубакіров Різа Вахітович
Абубакі́ров Різа́ Вахі́тович (*10 жовтня 1902, присілок Куселярово — †10 липня 1938) — башкирський державний діяч.
Різа Вахітович народився 10 жовтня 1902 року в присілку Куселярово Златоустівського повіту Уфимської губернії (нині Салаватського району Башкортостану). У 1925–1927 роках навчався у Московській сільськогосподарській академії імені К. А. Тимірязєва.
Працював в продовольчому комітеті Дуванського кантону (1919–1921), інспектором Наркомпроса РРФСР по національним школам (1928–1929), редактором газети «Башкортостан» (1929), народним комісаром просвіти Башкирської АРСР (1930–1935), завідувачем відділення науки, шкіл та політпросвіти Башкирського обкому ВКП(б) (1936–1937). Під керівництвом Різи Вахітовича здійснювався перехід башкирських шкіл на загальну початкову освіту, перехід на нову абетку в башкирських та татарських школах. При ньому була розгорнута робота з ліквідації неграмотності населення.
Репресований 1937 року, розстріляний 10 липня 1938 року, реабілітований 1956 року.